# Blandy (Essonne)
Pour les articles homonymes, voir Blandy.
Pour la commune de Seine-et-Marne, voir Blandy (Seine-et-Marne).
Blandy (prononcé [blɑ̃d̪i] ) est une commune française située à soixante et un kilomètres au sud-ouest de Paris dans le département de l'Essonne en région Île-de-France.
Ses habitants sont appelés les Blandois.

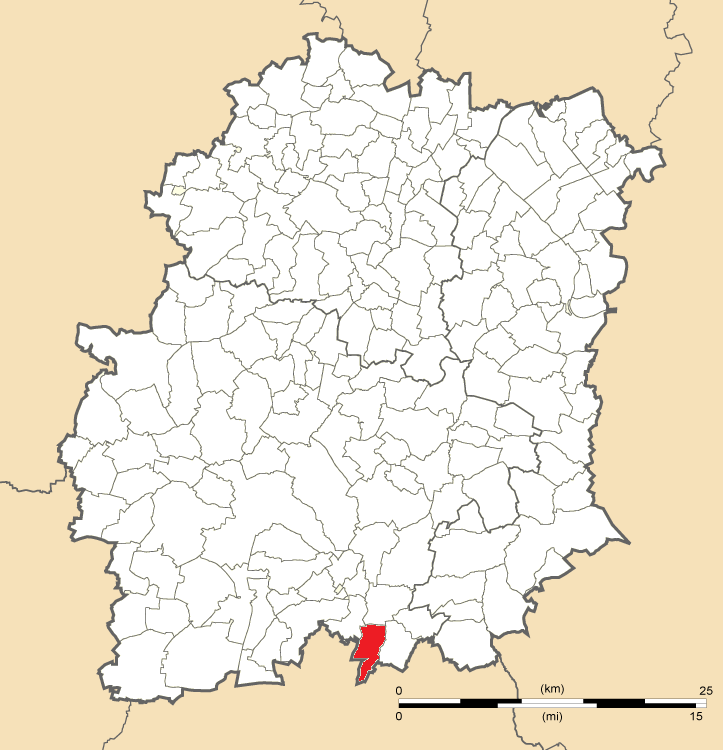
Position de Blandy en Essonne.

## Géographie

### Situation
Blandy est située à soixante-et-un kilomètres sud-ouest de Paris-Notre-Dame, point zéro des routes de France, trente-huit kilomètres au sud-ouest d'Évry, quinze kilomètres au sud-est d'Étampes, dix-huit kilomètres au sud-ouest de Milly-la-Forêt, vingt kilomètres au sud-ouest de La Ferté-Alais, trente kilomètres au sud-est de Dourdan, trente-et-un kilomètres au sud d'Arpajon, trente-six kilomètres au sud de Montlhéry, trente-sept kilomètres au sud-ouest de Corbeil-Essonnes, quarante-quatre kilomètres au sud-est de Palaiseau.

### Communes limitrophes
| Roinvilliers                | Mespuits           | Brouy                    |
| Rouvres-Saint-Jean (Loiret) | Blandy             |                          |
| Sermaises (Loiret)          | Audeville (Loiret) | Le Malesherbois (Loiret) |

### Lieux-dits et écarts
La commune compte 52 lieux-dits administratifs répertoriés consultables ici.

### Hydrographie
Il n'existe aucun réseau hydrographique de surface.
Comme dans beaucoup de villages de Beauce, une mare y est conservée en état.

### Relief et géologie
Le point le plus bas de la commune est situé à cent-vingt-cinq mètres d'altitude et le point culminant à cent-quarante-sept mètres.

### Voies de communication et transports
Des bus emmènent les élèves de Blandy aux collèges et aux lycées d’Étampes. Il y en a deux le matin pour emmener les élèves de Blandy à Étampes, un pour 8 h 30, qui part de Blandy à 7 h 35, et le deuxième pour 9 h 30, qui part de Blandy à 8 h 50. Et il y en a deux pour le retour, l'après-midi, qui partent d'Étampes à 16 h 30 et 17 h 30. Il y a également des bus pour les élèves de primaire et de maternelle qui emmènent les élèves à l'école primaire de Bois-Herpin.

### Climat
Pour des articles plus généraux, voir Climat de l'Île-de-France et Climat de l'Essonne.
En 2010, le climat de la commune est de type climat océanique dégradé des plaines du Centre et du Nord, selon une étude du CNRS s'appuyant sur une série de données couvrant la période 1971-2000. En 2020, Météo-France publie une typologie des climats de la France métropolitaine dans laquelle la commune est exposée à un climat océanique altéré et est dans la région climatique Sud-ouest du bassin Parisien, caractérisée par une faible pluviométrie, notamment au printemps (120 à 150 mm) et un hiver froid (3,5 °C).
Pour la période 1971-2000, la température annuelle moyenne est de 10,7 °C, avec une amplitude thermique annuelle de 15 °C. Le cumul annuel moyen de précipitations est de 633 mm, avec 10,7 jours de précipitations en janvier et 7,7 jours en juillet. Pour la période 1991-2020, la température moyenne annuelle observée sur la station météorologique la plus proche, située sur la commune de Boigneville à 9 km à vol d'oiseau, est de 11,5 °C et le cumul annuel moyen de précipitations est de 615,6 mm,. Pour l'avenir, les paramètres climatiques de la commune estimés pour 2050 selon différents scénarios d'émission de gaz à effet de serre sont consultables sur un site dédié publié par Météo-France en novembre 2022.

## Urbanisme

### Typologie
Au 1er janvier 2024, Blandy est catégorisée commune rurale à habitat dispersé, selon la nouvelle grille communale de densité à sept niveaux définie par l'Insee en 2022.
Elle est située hors unité urbaine. Par ailleurs la commune fait partie de l'aire d'attraction de Paris, dont elle est une commune de la couronne,. Cette aire regroupe 1 929 communes,.

### Occupation des solssimplifiée
Le territoire de la commune se compose en 2017 de 98,5 % d'espaces agricoles, forestiers et naturels, 0,28 % d'espaces ouverts artificialisés et 1,22 % d'espaces construits artificialisés.

## Toponymie
Blandy vient du mot latin blandiacum. Comme nombre de communes de France, Blandy est un ancien site d'implantation de villa rustica gallo-romaine, ainsi porte-t-elle le nom du propriétaire terrien qui en avait la charge : Blandus. L'orthographe du nom de la commune n'a pas varié depuis sa création en 1793.

## Politique et administration

### Politique locale
La commune de Blandy est rattachée au canton d'Étampes, à l'arrondissement d’Étampes et à la deuxième circonscription de l'Essonne.
La commune de Blandy est enregistrée au répertoire des entreprises sous le code SIREN 219 100 674. Son activité est enregistrée sous le code APE 8411Z.

### Tendances et résultats politiques
| Election | Candidat        | Parti     | Parti     | %                 | Candidat          | Parti  | Parti  | %      | Participation |
| Election | Vainqueur       | Vainqueur | Vainqueur | Vainqueur         | Vaincu            | Vaincu | Vaincu | Vaincu | Participation |
| -------- | --------------- | --------- | --------- | ----------------- | ----------------- | ------ | ------ | ------ | ------------- |
| 2017     | Marine Le Pen   |           | RN        | 52.05             | Emmanuel Macron   |        | LREM   | 47.95  | 90.63%        |
| 2012     | Nicolas Sarkozy |           | LR        | 72.15             | François Hollande |        | PS     | 27.85  | 94.51%        |
| 2007     | Nicolas Sarkozy | 81.94     | LR        | Ségolène Royal    | 18.06             | 88.37% | PS     |        |               |
| 2002     | Jacques Chirac  | 80.28     | LR        | Jean-Marie Le Pen |                   | RN     | 19.72  | 86.05% |               |

Élections législatives, résultats des deuxièmes tours :
- Élections législatives de 2002 : 90,38 % pour Franck Marlin (UMP), 9,62 % pour Gérard Lefranc (PCF), 61,63 % de participation[30].
- Élections législatives de 2007 : 76,92 % pour Franck Marlin (UMP) élu au premier tour, 6,15 % pour Marie-Agnès Labarre (PS) et Michelle Sakoschek (FN), 79,07 % de participation[31].
- Élections législatives de 2012 : 79,69 % pour Franck Marlin (UMP), 20,31 % pour Béatrice Pèrié (PS), 72,53 % de participation[32].

Élections européennes, résultats des deux meilleurs scores :
- Élections européennes de 2004 : 28,85 % pour Patrick Gaubert (UMP), 17,31 % pour Paul-Marie Couteaux (MPF), 64,29 % de participation[33].
- Élections européennes de 2009 : 27,91 % pour Jérôme Rivière (Libertas), 25,58 % pour Michel Barnier (UMP), 56,18 % de participation[34].

Élections régionales, résultats des deux meilleurs scores :
- Élections régionales de 2004 : 58,06 % pour Jean-François Copé (UMP), 22,58 % pour Jean-Paul Huchon (PS), 76,83 % de participation[35].
- Élections régionales de 2010 : 61,36 % pour Valérie Pécresse (UMP), 38,64 % pour Jean-Paul Huchon (PS), 55,42 % de participation[36].

Élections cantonales, résultats des deuxièmes tours :
- Élections cantonales de 2004 : 82,14 % pour Franck Marlin (UMP), 17,86 % pour Patrice Chauveau (PCF), 76,83 % de participation[37].
- Élections cantonales de 2011 : 85,00 % pour Guy Crosnier (UMP), 15,00 % pour Jacques Met (FN), 49,43 % de participation[38].

Élections municipales, résultats des deuxièmes tours :
- Élections municipales de 2001 : données manquantes.
- Élections municipales de 2008 : 74 voix pour Danielle Benech (?) élue au premier tour, 73 voix pour Franck Desforges (?), 78,65 % de participation[39].

Référendums :
- Référendum de 2000 relatif au quinquennat présidentiel : 65,63 % pour le Non, 34,38 % pour le Oui, 42,17 % de participation[40].
- Référendum de 2005 relatif au traité établissant une Constitution pour l'Europe : 56,06 % pour le Non, 43,94 % pour le Oui, 81,18 % de participation[41].

## Population et société

### Démographie

#### Évolution démographique
L'évolution du nombre d'habitants est connue à travers les recensements de la population effectués dans la commune depuis 1793. Pour les communes de moins de 10 000 habitants, une enquête de recensement portant sur toute la population est réalisée tous les cinq ans, les populations de référence des années intermédiaires étant quant à elles estimées par interpolation ou extrapolation. Pour la commune, le premier recensement exhaustif entrant dans le cadre du nouveau dispositif a été réalisé en 2005.

En 2022, la commune comptait 115 habitants, en évolution de −3,36 % par rapport à 2016 (Essonne : +2,89 %, France hors Mayotte : +2,11 %).
| 1793 | 1800 | 1806 | 1821 | 1831 | 1836 | 1841 | 1846 | 1851 |
| ---- | ---- | ---- | ---- | ---- | ---- | ---- | ---- | ---- |
| 216  | 230  | 202  | 183  | 212  | 234  | 243  | 238  | 228  |

| 1856 | 1861 | 1866 | 1872 | 1876 | 1881 | 1886 | 1891 | 1896 |
| ---- | ---- | ---- | ---- | ---- | ---- | ---- | ---- | ---- |
| 225  | 212  | 217  | 245  | 221  | 197  | 202  | 218  | 241  |

| 1901 | 1906 | 1911 | 1921 | 1926 | 1931 | 1936 | 1946 | 1954 |
| ---- | ---- | ---- | ---- | ---- | ---- | ---- | ---- | ---- |
| 214  | 208  | 202  | 183  | 176  | 188  | 174  | 139  | 162  |

| 1962 | 1968 | 1975 | 1982 | 1990 | 1999 | 2005 | 2006 | 2010 |
| ---- | ---- | ---- | ---- | ---- | ---- | ---- | ---- | ---- |
| 152  | 136  | 117  | 108  | 104  | 104  | 122  | 125  | 115  |

| 2015 | 2020 | 2022 | - | - | - | - | - | - |
| ---- | ---- | ---- | - | - | - | - | - | - |
| 120  | 115  | 115  | - | - | - | - | - | - |

#### Pyramide des âges
En 2018, le taux de personnes d'un âge inférieur à 30 ans s'élève à 27,8 %, soit en dessous de la moyenne départementale (39,9 %). À l'inverse, le taux de personnes d'âge supérieur à 60 ans est de 21,8 % la même année, alors qu'il est de 20,1 % au niveau départemental.
En 2018, la commune comptait 60 hommes pour 58 femmes, soit un taux de 50,85 % d'hommes, légèrement supérieur au taux départemental (48,98 %).
Les pyramides des âges de la commune et du département s'établissent comme suit.
| Hommes | Classe d’âge | Femmes |
| ------ | ------------ | ------ |
| 0,0    | 90 ou +      | 1,8    |
| 10,3   | 75-89 ans    | 12,3   |
| 8,6    | 60-74 ans    | 10,5   |
| 37,9   | 45-59 ans    | 26,3   |
| 19,0   | 30-44 ans    | 17,5   |
| 12,1   | 15-29 ans    | 21,1   |
| 12,1   | 0-14 ans     | 10,5   |

| Hommes | Classe d’âge | Femmes |
| ------ | ------------ | ------ |
| 0,5    | 90 ou +      | 1,4    |
| 5,4    | 75-89 ans    | 7,2    |
| 12,9   | 60-74 ans    | 13,9   |
| 20     | 45-59 ans    | 19,4   |
| 19,9   | 30-44 ans    | 20,1   |
| 20     | 15-29 ans    | 18,2   |
| 21,3   | 0-14 ans     | 19,8   |

### Enseignement
Les établissements scolaires de Blandy dépendent de l'académie de Versailles. La commune dispose sur son territoire d'une école élémentaire publique.

### Lieux de culte
La paroisse catholique de Blandy dépend du secteur pastoral de Milly-la-Forêt et du diocèse d'Évry-Corbeil-Essonnes. Elle dispose de l'église Saint-Maurice.

### Médias
L'hebdomadaire Le Républicain relate les informations locales. La commune est en outre dans le bassin d'émission des chaînes de télévision France 3 Paris Île-de-France Centre, IDF1 et Téléssonne intégré à Télif.

## Économie
- Exploitations agricoles.

### Emplois, revenus et niveau de vie
| Répartition des emplois par catégories socioprofessionnelles en 2006. |              |                                           |                                                   |                            |                          |                           |
|                                                                       | Agriculteurs | Artisans, commerçants, chefs d’entreprise | Cadres et professions intellectuelles supérieures | Professions intermédiaires | Employés                 | Ouvriers                  |
| Blandy                                                                | -            | -                                         | -                                                 | -                          | -                        | -                         |
| Zone d’emploi d’Étampes                                               | 1,8 %        | 6,2 %                                     | 15,1 %                                            | 24,9 %                     | 27,2 %                   | 24,8 %                    |
| Moyenne nationale                                                     | 2,2 %        | 6,0 %                                     | 15,4 %                                            | 24,6 %                     | 28,7 %                   | 23,2 %                    |
| Répartition des emplois par secteurs d’activités en 2006.             |              |                                           |                                                   |                            |                          |                           |
|                                                                       | Agriculture  | Industrie                                 | Construction                                      | Commerce                   | Services aux entreprises | Services aux particuliers |
| Blandy                                                                | -            | -                                         | -                                                 | -                          | -                        | -                         |
| Zone d’emploi d’Étampes                                               | 2,9 %        | 16,1 %                                    | 6,7 %                                             | 14,8 %                     | 9,2 %                    | 5,8 %                     |
| Moyenne nationale                                                     | 3,5 %        | 15,2 %                                    | 6,4 %                                             | 13,3 %                     | 13,3 %                   | 7,6 %                     |
| Sources : Insee,                                                      |              |                                           |                                                   |                            |                          |                           |

## Culture locale et patrimoine

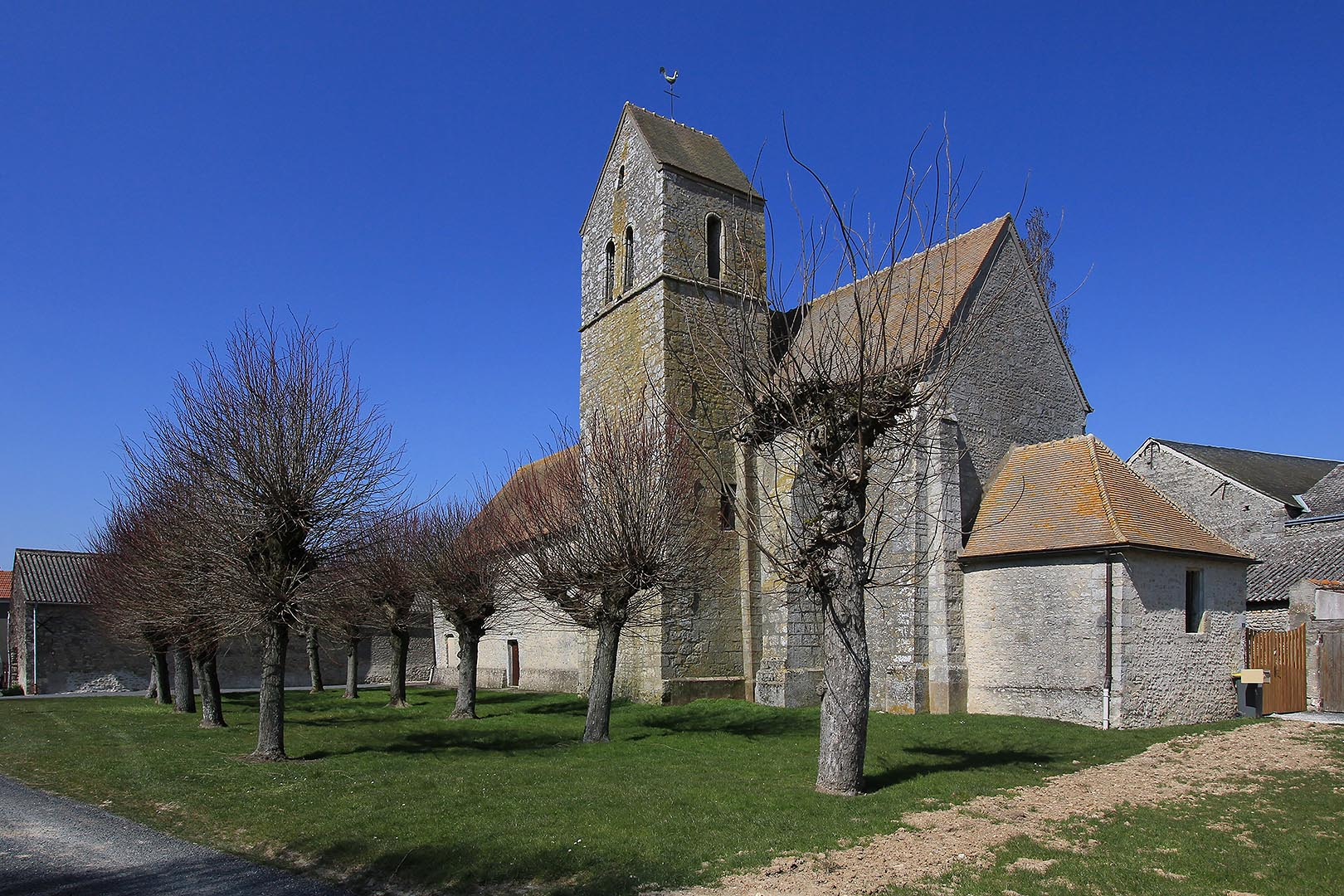
L'église Saint-Maurice.

### Patrimoine environnemental
- Carte des ENS de Blandy[52].

### Patrimoine architectural
- L'église Saint-Maurice du XIIIe siècle a été inscrite aux monuments historiques le 6 mars 1926[53].